# Sanford Kirkpatrick

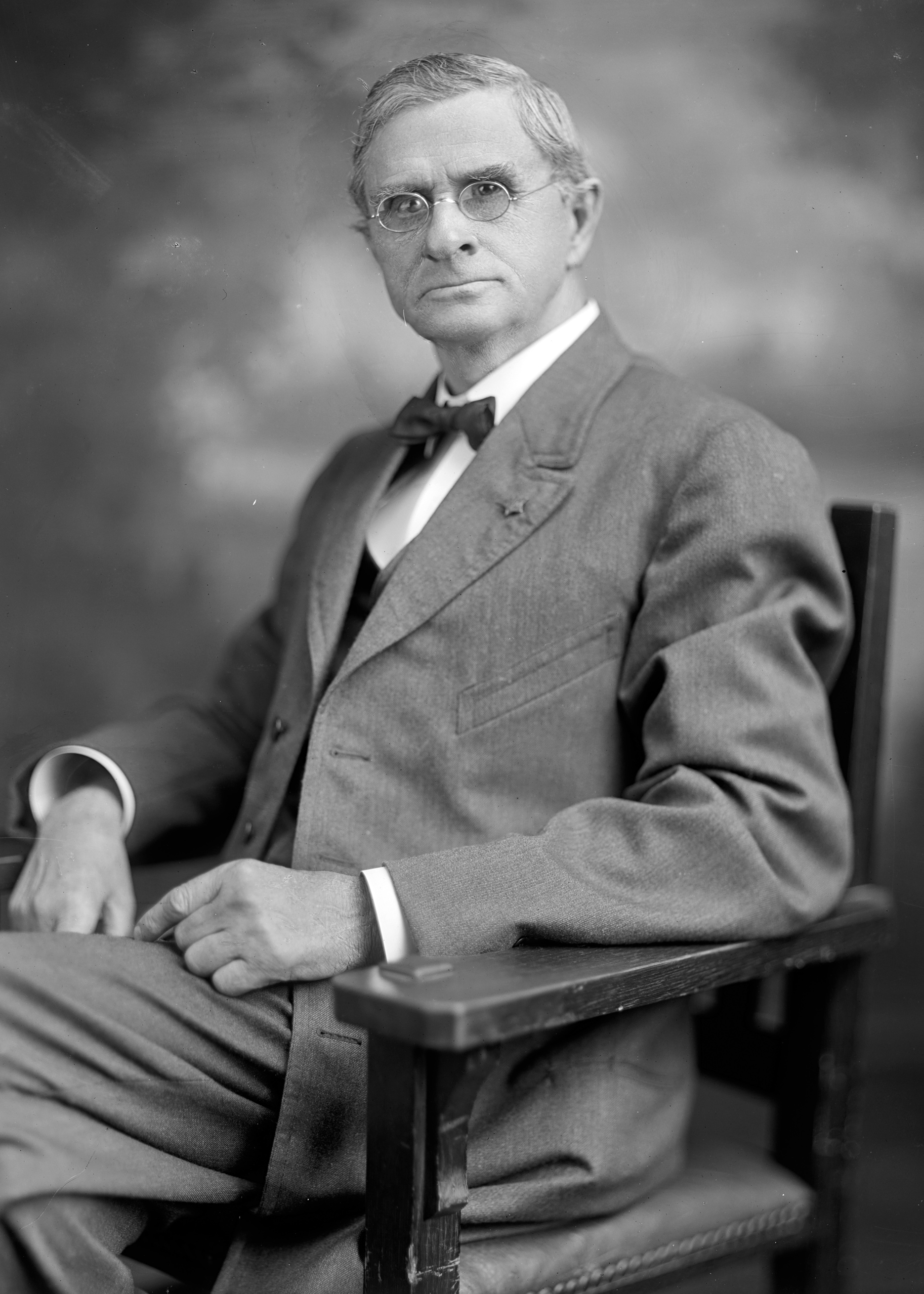
Sanford Kirkpatrick

Sanford Kirkpatrick (* 11. Februar 1842 bei London, Ohio; † 13. Februar 1932 in Greensboro, North Carolina) war ein US-amerikanischer Politiker. Zwischen 1913 und 1915 vertrat er den Bundesstaat Iowa im US-Repräsentantenhaus.

## Werdegang
Im Jahr 1849 kam Sanford Kirkpatrick mit seinen Eltern nach Iowa, wo sich die Familie im Wapello County niederließ. Dort besuchte er zwischen 1854 und 1858 die öffentlichen Schulen. Während des Bürgerkrieges stieg Kirkpatrick vom einfachen Soldaten bis zum Oberleutnant der Unionsarmee auf. Er nahm an mehreren Schlachten teil.
Nach dem Krieg arbeitete Kirkpatrick in der Landwirtschaft. Im Jahr 1876 zog er nach Ottumwa (Iowa), wo er bis 1887 auch im Handel tätig war. Zwischen 1876 und 1880 war er auch in der Verwaltung des Wapello County als Deputy Recorder angestellt. Politisch war Kirkpatrick zunächst Mitglied der Greenback Party, für die er sich 1883 erfolglos um das Amt des Vizegouverneurs von Iowa bewarb. Danach wurde er Mitglied der Demokratischen Partei. Zwischen 1884 und 1887 saß er im Stadtrat von Ottumwa. Danach arbeitete er von 1887 bis 1913 für die Steuerbehörde. Dabei war er vor allem in North Carolina und den daran angrenzenden Staaten tätig.
1912 wurde er im sechsten Wahlbezirk von Iowa in das US-Repräsentantenhaus in Washington, D.C. gewählt, wo er am 4. März 1913 die Nachfolge von Nathan E. Kendall antrat. Bei seinem Wahlsieg profitierte er auch von der Aufspaltung der Republikanischen Partei zwischen den Anhängern von US-Präsident William Howard Taft und denen des früheren Präsidenten Theodore Roosevelt. Diese Zersplitterung hatte ebenfalls 1912 zum Sieg des Demokraten Woodrow Wilson bei den Präsidentschaftswahlen geführt. Bei den Wahlen des Jahres 1914 verlor Kirkpatrick gegen C. William Ramseyer. Damit konnte er bis zum 3. März 1915 nur eine Legislaturperiode im Kongress absolvieren. In dieser Zeit wurde der 17. Verfassungszusatz verabschiedet, der die Direktwahl der US-Senatoren vorschrieb.
Im Jahr 1916 bewarb Kirkpatrick sich erfolglos um die Rückkehr in den Kongress. Danach zog er nach Greensboro in North Carolina, wo er in der Landwirtschaft arbeitete. Dort ist er am 13. Februar 1932 auch verstorben.